# Operacja Podarunek
Operacja „Podarunek” znana również jako rajd na lotnisko w Bejrucie (hebr. מבצע תשורה, Miwca Tszura, ang. Gift) – operacja izraelskich sił specjalnych 28 grudnia 1968 roku, polegająca na ataku na port lotniczy Bejrut w Libanie w celu zniszczenia znajdujących się tam samolotów arabskich.

## Historia
Pod koniec lat 60. XX wieku Organizacja Wyzwolenia Palestyny rozpoczęła działania terrorystyczne przeciwko państwu Izrael. Jednym z pierwszych ataków było porwanie samolotu linii El Al 22 lipca 1968 roku. Izraelskie śledztwo wykazało, że porywacze działali ze wsparciem rządu Libanu i zostali tam uzbrojeni. Rząd Izraela, kierowany przez premiera Lewiego Eszkola, podjął decyzję o działaniach odwetowych wobec państw wspierających walkę palestyńską. Za spektakularną operacją odwetową występował również generał Mosze Dajan. Zdecydowano wykonać rajd sił specjalnych na port lotniczy w Bejrucie i zniszczyć tam kilka samolotów należących do libańskich linii lotniczych – zakładano, że zniszczone zostanie 4–6 samolotów.

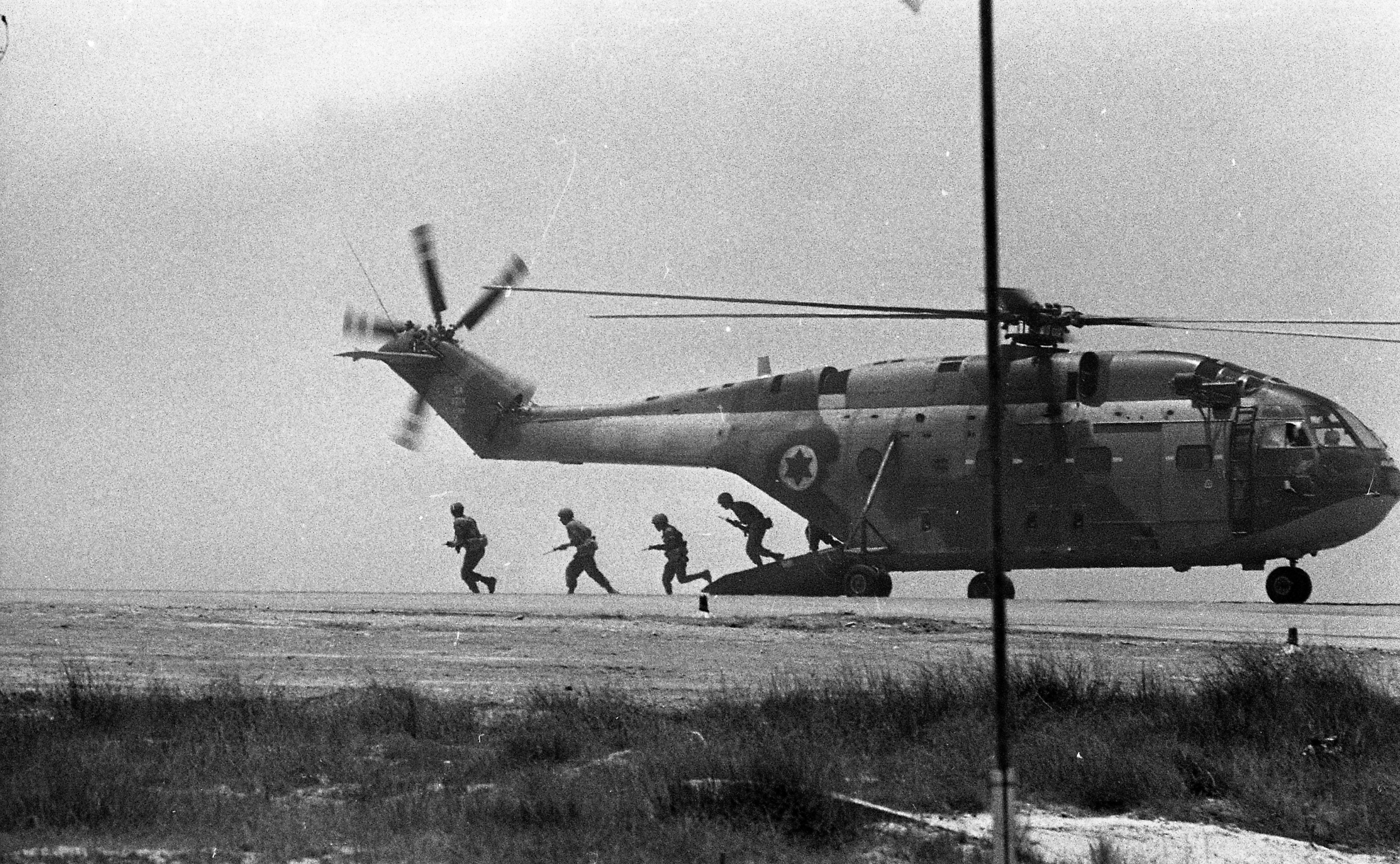
Pokaz desantowania z izraelskiego śmigłowca Super Frelon, 1969 rok

Do wykonania zadania przeznaczono trzy drużyny jednostki Sajjeret Matkal oraz jedną Sajjeret T′zanhanim. Osłonę operacji stanowiły siły morskie, mające zadanie zabezpieczenia od strony morza i pomoc w razie konieczności ewakuacji. W pogotowiu było też lotnictwo izraelskie, które miało zbombardować lotnisko na wypadek zagrożenia misji.
28 grudnia około godziny 20.20 z bazy Raat David wystartowały izraelskie śmigłowce ze 114 Eskadry typów Aérospatiale Super Frelon i Bell UH-1 Iroquois. Lecąc nisko nad morzem, z wyłączonymi światłami pozycyjnymi, po godzinie 21.18 śmigłowce dotarły do stref lądowania.  Siły izraelskie wylądowały i opanowały lotnisko bez większych problemów. Dla zabezpieczenia terenu przed interwencją sił libańskich używano granatów dymnych oraz worków z żelem poślizgowym i kolczatek zrzucanych ze śmigłowców na drogi dojazdowe. Komandosi izraelscy przygotowali samoloty na lotnisku do wysadzenia, usuwając z nich pasażerów. O 21.47 pierwsi komandosi powrócili do śmigłowców, które odleciały w ciągu 15 minut.
Na skutek operacji zniszczono 13 lub 14 samolotów. Ogólne straty samolotów wyceniono na 42–44 milionów dolarów:
- libańskie Middle East Airlines (w 30% należące do francuskich Air France) straciły 8 samolotów: 
  - 1 Vickers VC10 (leasingowany od Ghana Airways),
  - 1 Boeing 707-320C,
  - 2 Caravelle VIN,
  - 3 de Havilland Comet 4C,
  - 1 Vickers Viscount,
- libańskie Lebanese International Airways straciły 4 samoloty:
  - 2 Douglas DC-7,
  - 2 Convair 990 Coronado,
- Trans Mediterranean Airways straciły 2 samoloty:
  - 1 Douglas DC-4,
  - 1 Douglas DC-6[6].